# Кордильера-де-Вильканота
Кордильера-де-Вильканота (исп. Cordillera de Vilcanota) — горный хребет на юго-востоке Перу, расположенный между долинами рек Паукартамбо и Янатити-Виль-канота (система Урубамбы).
Протяжённость составляет около 250 км. Хребет сложен преимущественно докембрийскими и нижнепалеозойскими породами. На юге, в оледенелом массиве Аусангате, высота которого достигает 6372 м, сочленяется с Кордильерой-де-Карабая. На склонах произрастают влажные тропические леса.